# Danh sách báo chí Nhật Bản
Dưới đây là danh sách báo chí được xuất bản tại Nhật Bản. Xem thêm (Báo chí Nhật Bản).

## Báo toàn quốc
- Yomiuri Shimbun
- Asahi Shimbun
- Mainichi Shimbun
- Sankei Shimbun
- Nihon Keizai Shimbun

## Báo tương tự báo quốc gia
- Chunichi Shimbun / Tokyo Shimbun
- Liên kết của 3 tờ báo. (Hokkaido Shimbun, Chunichi Shimbun/Tokyo Shimbun, Nishinippon Shimbun)

## Báo kinh doanh và công nghiệp
- Fuji Sankei Business i.
- Nihon Kogyo Simbun
- Nikkan Kogyo Shimbun
- Nikkei Kinyu Simbun
- Nikkei Ryutsu Simbun
- Nikkei Sangyo Shimbun

## Báo địa phương
- Ainu Times
- Akita Sakigake Shimpo
- Chiba Nippo
- Chugoku Shimbun
- Daily Tohoku
- The Eastern Chronicle
- Ehime Shimbun
- Fukui Shimbun
- Fukushima Minpo
- Fukushima Minyu
- Gifu Shimbun
- Hokkaido Shimbun
- Hokkoku Shimbun
- Hokuriku Chunichi Shimbun
- Ibaraki Shimbun
- Ise Shimbun
- Iwate Nippo
- Jomo Shimbun
- Kahoku Shimpo
- Kanagawa Shimbun
- Kitanippon Shimbun
- Kobe Shimbun
- Kochi Shimbun
- Kumamoto Nichinichi Shimbun
- Kyoto Shimbun
- Minaminippon Shimbun
- Miyazaki Nichinichi Shimbun
- Nagasaki Shimbun
- Nara Shimbun
- Nihonkai Shimbun
- Niigata Nippo
- Nishinippon Shimbun
- Oita Godo Shimbun
- Okinawa Times
- Ryūkyū Shimpo
- Saga Shimbun
- Saitama Shimbun
- Sanin Chuo Shimpo
- Sanyō Shimbun
- Shikoku Shimbun
- Shimotsuke Shimbun
- Shinano Mainichi Shimbun
- Shizuoka Shimbun
- Tokachi Mainichi Shimbun
- Tokushima Shimbun
- Too Nippo
- Yamagata Shimbun
- Yamaguchi Shimbun
- Yamanashi Nichinichi Shimbun

## Báo thể thao
- Chukyo Sports
- Chunichi Sports
- Daily Sports
- Doshin Sports
- Kyūshū Sports
- Nikkan Sports
- Nishinippon Sports
- Osaka Sports
- Sankei Sports
- Sports Hochi (nguyên gốc là tờ Hochi Shimbun)
- Sports Nippon
- Tokyo Chunichi Sports
- Tokyo Sports

## Báo tin vắn
- Nikkan Gendai
- Yukan Fuji

## Báo tiếng Anh
- Nhật Báo Yomiuri
- Asahi Shimbun
- The Japan Times